# Moos (hegy)
A Moos egy hegy a Fekete-erdő középső részén. A legmagasabb pontja a tengerszint felett 876,9 méterrel található. A Moos hegy Gengenbach és Oppenau települések közigazgatási területén fekszik. A Moos kelet-nyugati irányban választja el a Rench völgyet a Kinzig völgytől.

## Földrajz
A hegy a Középső-Fekete-erdő és az Északi-Fekete-erdő közötti választóvonalon fekszik.
A Moos-on található a Nordrach folyó forrása, amely a hegy déli, míg a Harmersbach folyó forrása a hegy délnyugati részén található.

## Turizmus
A Mooskopfon található a Moostorony, egy 1890-ben épült kilátótorony, amelyet a Fekete-erdő Társaság tart fenn.
A Mooskopf-on találkoznak Kandelhöhenweg, a Querweg Gengenbach-Schapbach-Alpirsbach és a Renchtalsteig túraútvonalak. A Kornebene-hegyen (640 m tengerszint feletti magasságban) a gengenbachi természetbarátok egyesülete egy hegyi kunyhót (Természetbarátokháza Kornebene) tart fenn, amely szállásként szolgál a túrázóknak. Nordrach község területén fekszik 589 m magasan az egész Ortenau járás és a Moosberg legmagasabban fekvő fogadója (inn Moosbach).
A Lothar trópusi ciklon 1999. december 26-án súlyos károkat okozott a Moos- és Siedigkopfon. Korábban a csúcsokat sűrűn benőtték a magas lucfenyők, így a kilátótoronyból a távolba alig lehetett ellátni a fák teteje miatt. Miután a vihar teljesen elpusztította a faállományt, a korábbi monokultúra helyén egy sokkal színesebb és fajgazdagabb erdő nőtt ki.

## A Moos az irodalomban
Az egykori sűrű és sötét erdőnek köszönhetően a Moos számos legenda és mitikus alak színhelye. A visszatérő főszereplő a Moospfaff, a Mindenszentek kolostor egykori szerzetese, aki állítólag az utolsó kenetre menet elvesztette a szentelt ostyákat, és most addig járja az erdőt, amíg újra meg nem találja őket.
Hans Jakob Christoffel von Grimmelshausen regényhőse, Simplicius Simplicissimus a harmincéves háború alatt több évig él a Mooson a Kalandos Simplicissimus című regényben.

## Képek

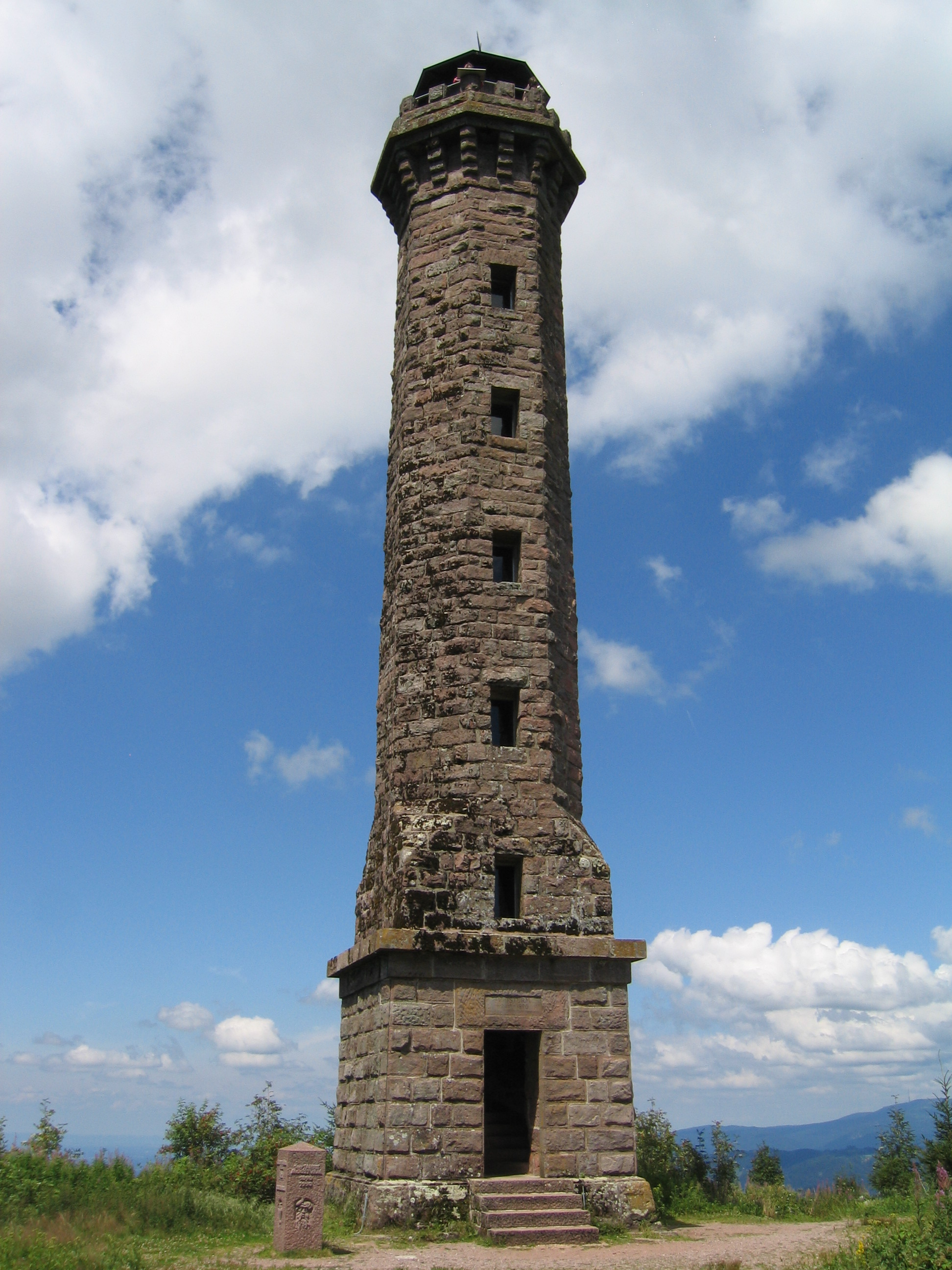
Moostorony
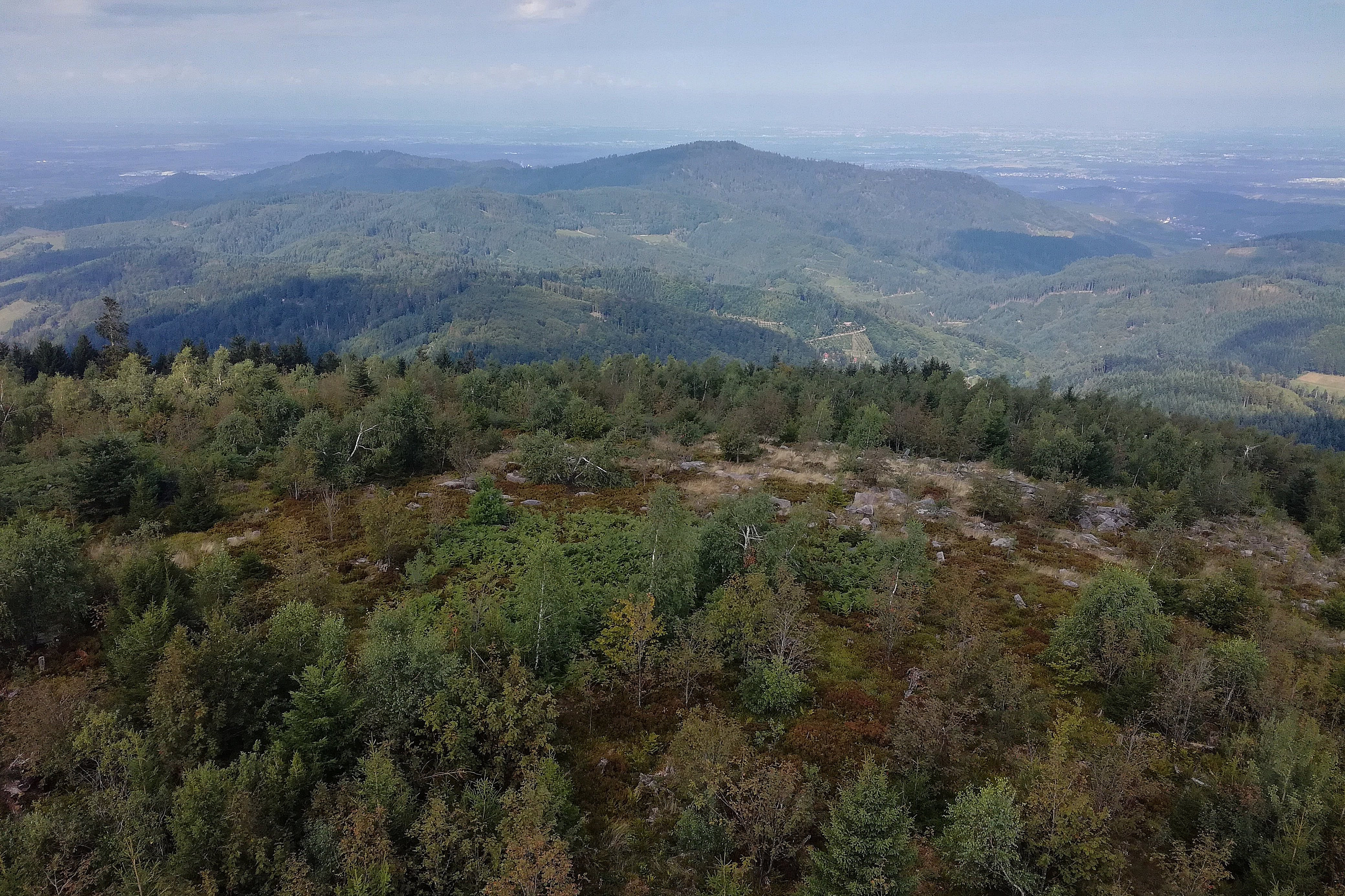
Kilátás a toronyból
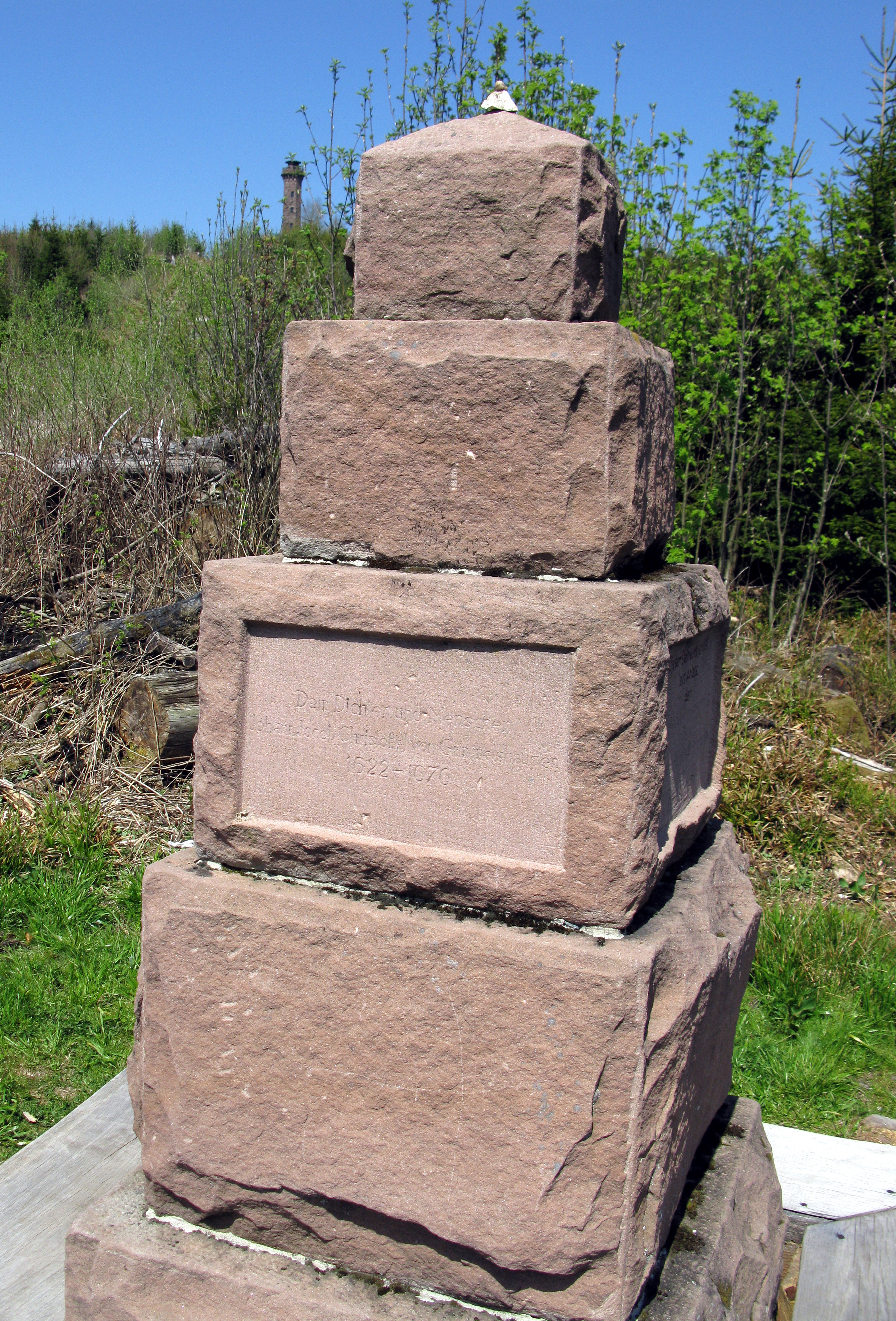
Grimmelshausen emlékmű
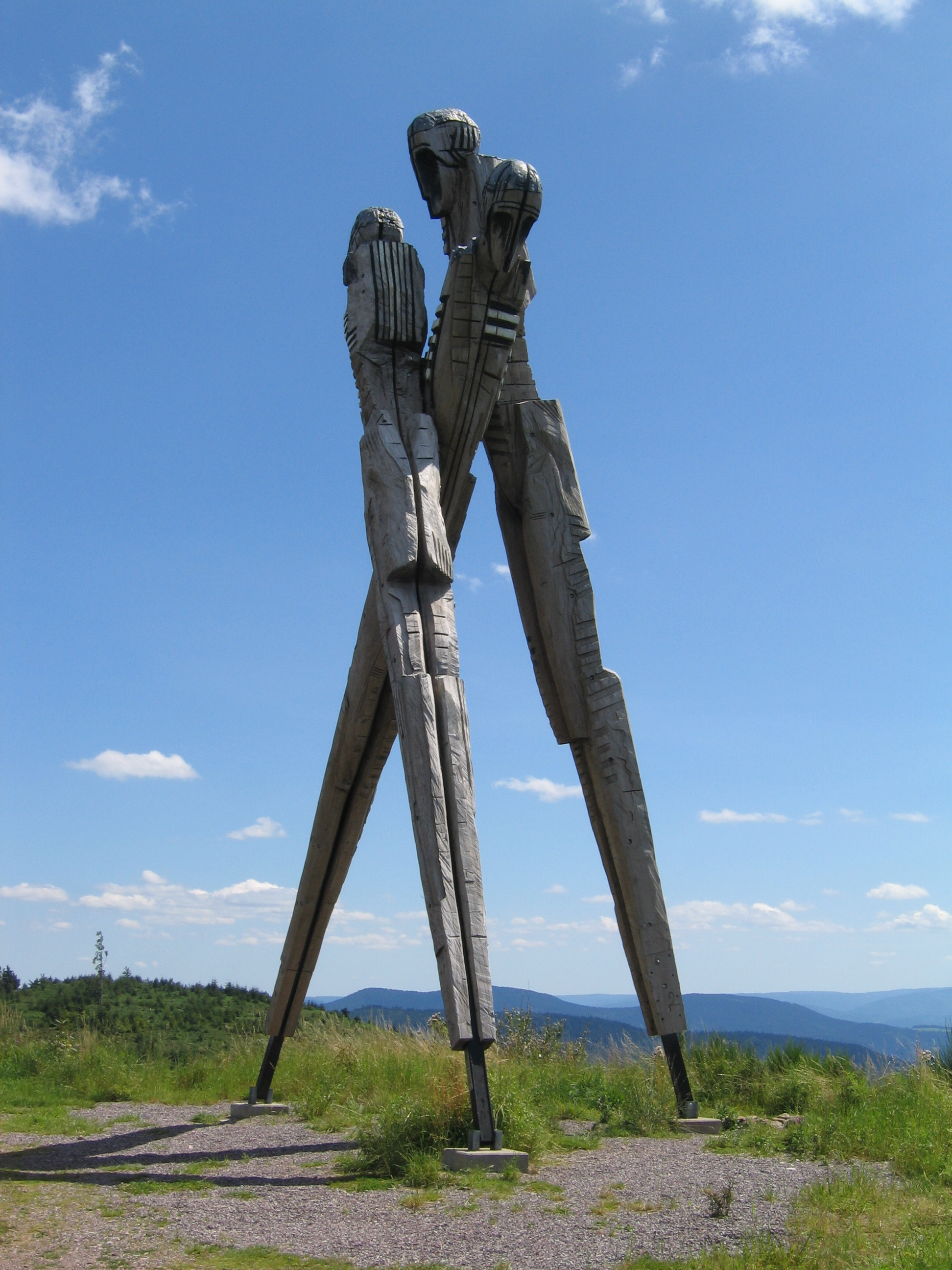
Lothar emlékmű

## Fordítás
- Ez a szócikk részben vagy egészben a Moos című német Wikipédia-szócikk fordításán alapul. Az eredeti cikk szerkesztőit és forrásait annak laptörténete sorolja fel.